# Mausoleum Hermann Weil

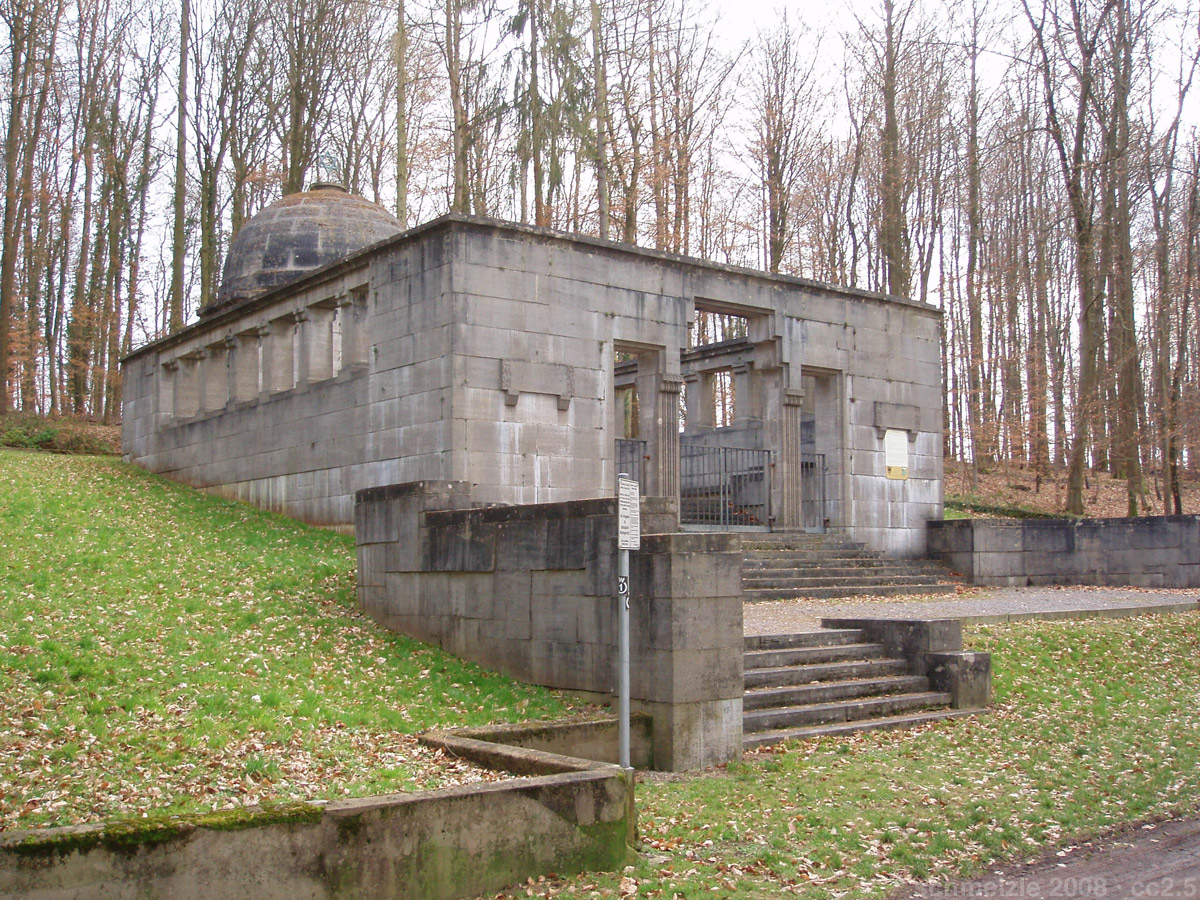
Außenaufnahme des Mausoleums vor der Restaurierung (2008)

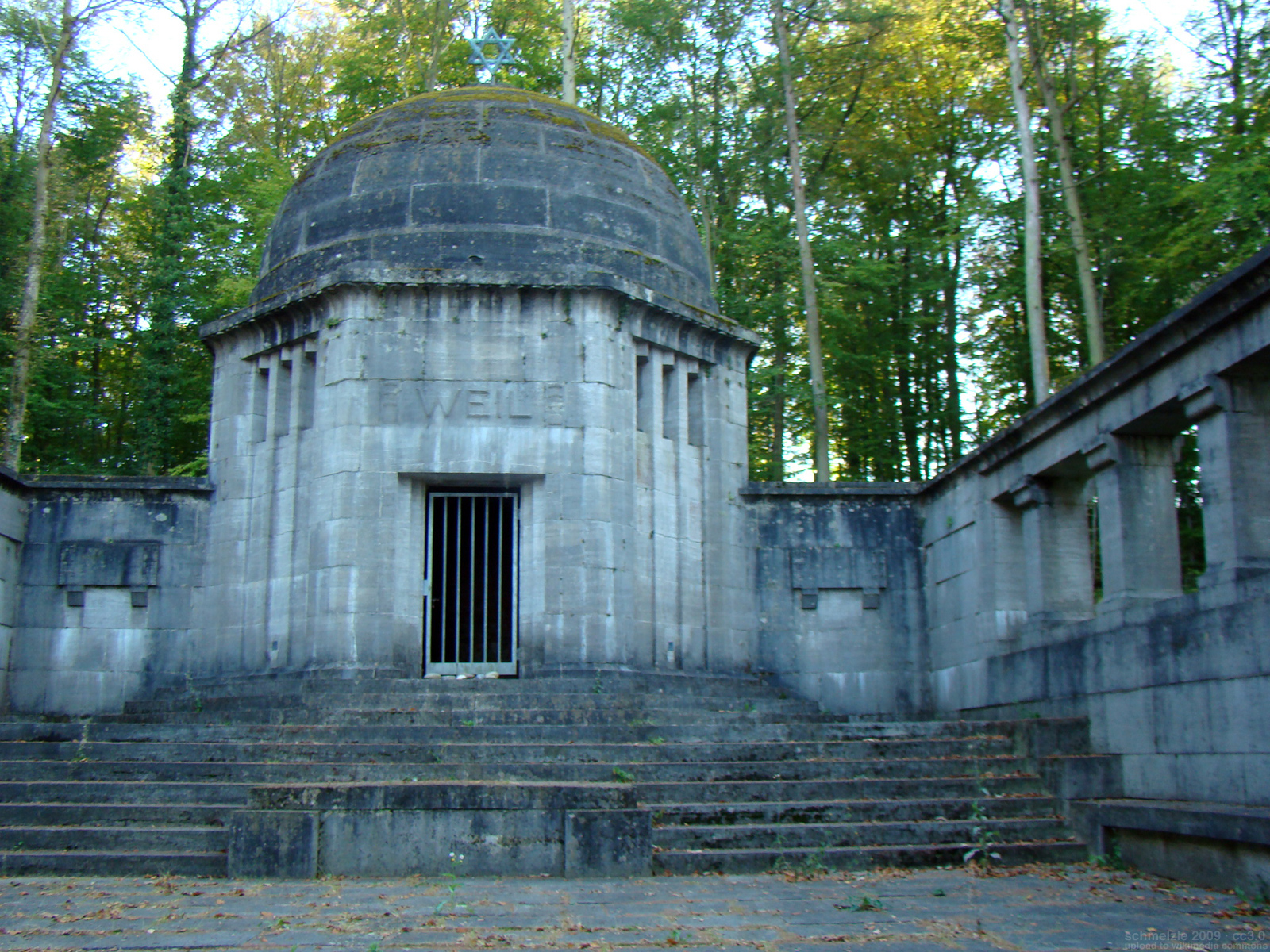
Innerer Bereich mit Kuppelbau vor der Restaurierung (2009)

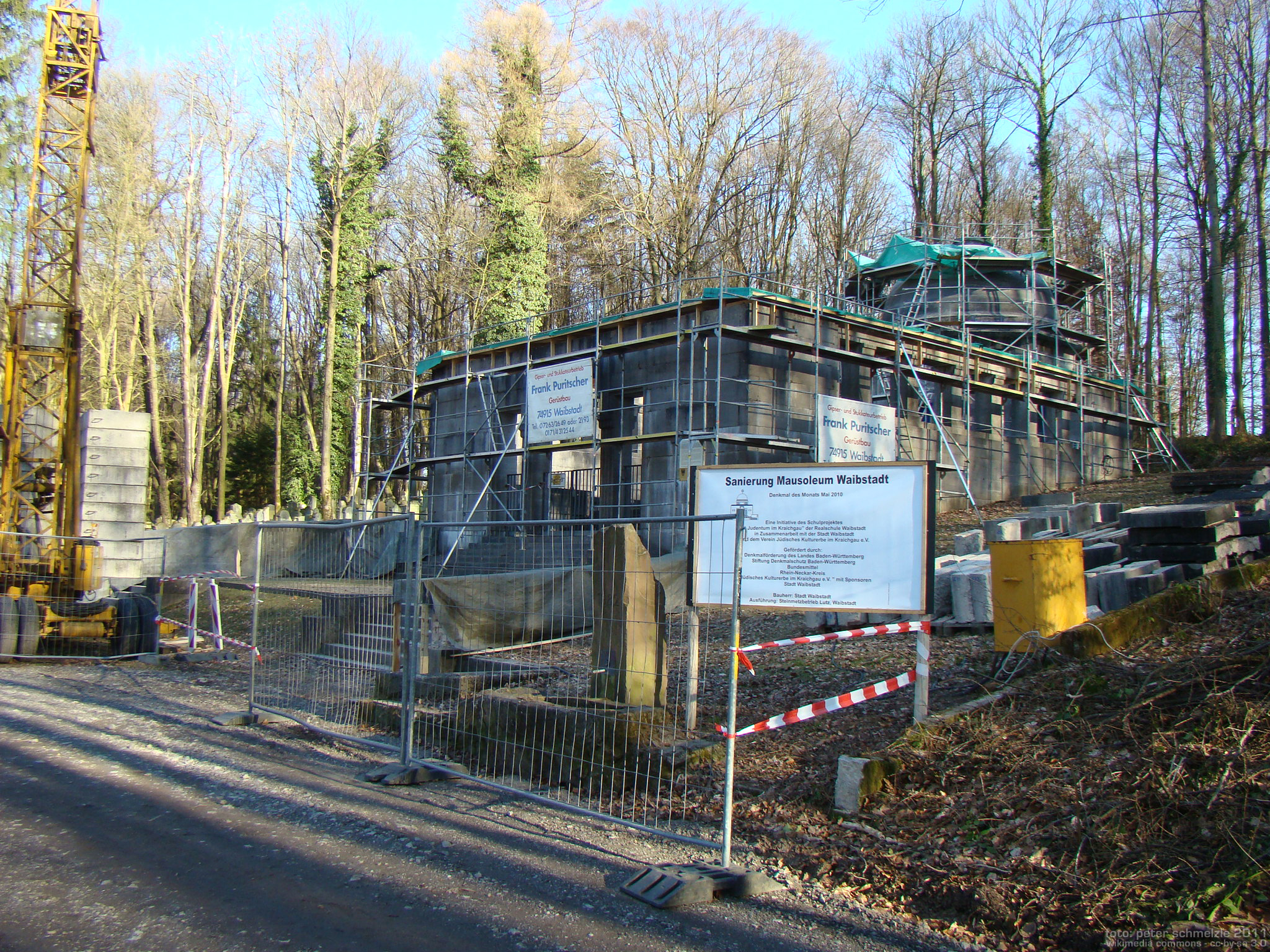
Restaurierungsarbeiten im Jahr 2011

Das Mausoleum Hermann Weil ließ der Kaufmann Hermann Weil in den Jahren 1924 bis 1927 für sich, seine Frau und seine Pflegerin errichten. Das Mausoleum steht in Waibstadt, einer Stadt im Rhein-Neckar-Kreis in Baden-Württemberg, und ist ein geschütztes Baudenkmal.

## Geschichte
Die Vorfahren Hermann Weils waren Steinsfurter Juden und wurden traditionell auf dem Jüdischen Friedhof in Waibstadt bestattet. Dort wollte auch Hermann Weil (1868–1927) nach seiner Feuerbestattung beigesetzt werden, jedoch verbietet der jüdische Ritus Urnenbegräbnisse auf Friedhöfen, weshalb er ab 1924 unmittelbar neben dem jüdischen Friedhof ein Mausoleum für seine Urne sowie die Urnen seiner Frau Rosa († 1912) und seiner Pflegerin Steffi Krauth errichten ließ. Weil erwarb von der Stadt Waibstadt ein Grundstück von 14,25 Ar und ließ eine eigene, ca. 1000 m lange Straße vom Ortsetter zum Baugelände anlegen, wozu er 45 betroffenen Grundstückseigentümern kleine Parzellen abkaufte.
Noch zu Lebzeiten Hermann Weils wurde das Mausoleum anlässlich des Waibstadter Heimatfestes im September 1927 feierlich eingeweiht. Hermann Weil selbst hielt die Festansprache und bat darum, Sorge zu tragen, dass der Platz heilig gehalten würde. Zur Bestimmung des weitläufigen Vorhofs vor dem eigentlichen Mausoleums-Kuppelbau sagte er: Der Vorhof des Mausoleums soll seine Pforten offenhalten für alle diejenigen, die die herrliche Natur lieben und bewundern, Vereine der Heimatpflege, der Sangeskunst, alle sind hier willkommen und am Platze. Nur keine politischen Vereine wünsche ich zugelassen, weder von links noch von rechts, weder Hakenkreuz noch Stahlhelm noch Rotfront. Nur einen Monat später starb Weil, seine Urne wurde wunschgemäß in das Mausoleum verbracht.
Am 10. November 1938 wurde das Mausoleum im Rahmen der sogenannten Novemberpogrome schwer beschädigt und die drei Urnen verschwanden spurlos.
Das Mausoleum verfiel und 1965 kaufte die Stadt Waibstadt das Bauwerk von den Erben des Erbauers, die in New York und Argentinien lebten. 1980 bis 1983 sanierten die Stadt Waibstadt, das Forstamt Sinsheim und der Trägerverein des Naturparks Neckartal-Odenwald gemeinsam das Mausoleum. 2011 wurde es außen umfassend restauriert, 2012 wurde die Restaurierung abgeschlossen.

## Architektur
Das Mausoleum wurde nach Plänen des Frankfurter Architekten Alfred Engelhard errichtet. Es besteht aus einem achteckigen Kuppelbau mit anschließendem Ehrenhof und vorgelagerter Treppenanlage. Der Kuppelbau hatte einen Marmorboden und eine Mosaikdecke.
Das Mausoleum war Denkmal des Monats Mai 2010 in Baden-Württemberg.